# Farurej
Farurej – polski jacht typu Opal (Conrad 45) wybudowany w 1980 roku przez Stocznię Jachtową im. J. Conrada Korzeniowskiego w Gdańsku. Armatorem jednostki jest oddział "Atol" Jacht Klubu Marynarki Wojennej "Kotwica". Jacht jest wykorzystywany do rejsów po wodach Morza Bałtyckiego i Północnego. Patronem jednostki jest Jan Farurej z Garbowa, brat Zawiszy Czarnego, starosta spiski i stolnik krakowski
W 1980 r. Farurej odbył swój inauguracyjny rejs do Leningradu podczas którego załoga odwiedziła Moskwę - gospodarza XXII Letnich Igrzysk Olimpijskich. Rejs poprowadził pułkownik Ryszard Kukliński, ówczesny komandor Jacht Klubu ATOL.
W 1992 r. podczas postoju w Helsinkach na Farureju zdarzył się wypadek. Wybuchła butla z gazem. Główną przyczyną wybuchu była nieszczelność zaworów na reduktorze lub na połączeniu z butlą. Efektem wybuchu było zerwanie nadbudówki na całej długości pokładu.